# Ruth Elder

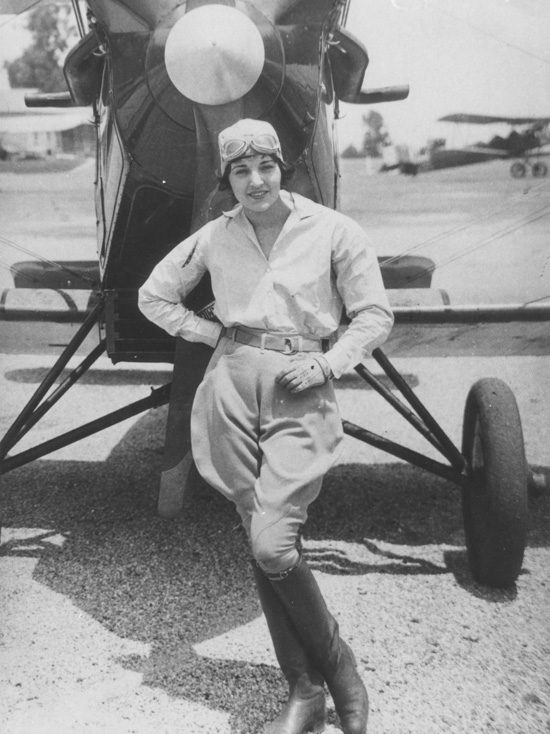
Ruth Elder

Ruth Elder (* 8. September 1902 in Anniston, Alabama; † 9. Oktober 1977 in San Francisco, Kalifornien) war eine US-amerikanische Flugpionierin und Schauspielerin. Elder war die erste Frau, die den Flug über den Atlantik wagte. 

## Leben
Praktisch gleichzeitig mit Anne Löwenstein-Wertheim und Frances Wilson Grayson gab Ruth Elder im August 1927 bekannt, dass sie den Atlantikflug versuchen würde. Zu diesem Zeitpunkt war Elder noch gar nicht im Besitz eines Flugscheins und es wurde ihr vorgeworfen, die Ankündigung nur aus Publicity-Gründen gemacht zu haben, um ihre Schauspielerkarriere zu fördern. Der Firma Stinson Aircraft, die ihr Flugzeug stellte, wurde vorgeworfen, mit ihrem hübschen Gesicht werben zu wollen.
Ruth Elder startete im Oktober 1927 mit ihrem Fluglehrer George Haldeman als Kopiloten. Der Erfolg schien greifbar, bis sie vor den Azoren wegen eines Motorenschadens an der Stinson Detroiter notwassern mussten. Eine Ölleitung war gerissen. Elder und Haldeman wurden von einem niederländischen Öltanker aus dem Wasser gezogen, das Flugzeug verbrannte während der Bergung.
1929 nahm Ruth Elder am Puderquastenrennen teil und wurde Fünfte. 
Sie war eine der ursprünglichen Neunundneunzig, einem Verein für Fliegerinnen.